# 1978년 미국 상원의원 선거
1978년 미국 상원의원 선거는 1978년 11월 7일 미국에서 치러진 상원의원 선거다.

## 선거 결과
| 정당   | 선거결과 | 의석 수 |
| ------ | -------- | ------- |
| 민주당 | 21석     | 58석    |
| 공화당 | 20석     | 41석    |
| 무소속 | 1석      | 1석     |